# Actinodaphne ferruginea
Actinodaphne ferruginea là loài thực vật có hoa trong họ Nguyệt quế. Loài này được H.Liu miêu tả khoa học đầu tiên năm 1932.